# 真野美容専門学校
真野美容専門学校（まのびようせんもんがっこう）は、東京都新宿区歌舞伎町2-42-5にある専修学校。

## 沿革
- 1923年3月（大正12年）　オリエンタル美容研究所を創設。代表に真野房子就任。
- 1950年2月（昭和25年）　真野高等美容女学校を創立。オリエンタル美容研究所を改組し初代校長代表に真野房子就任。
- 1950年2月（昭和25年）　美容研究団体「真会」を創設。真野房子会長となり美容技術の研究と環境衛生の教育指導に当たる。
- 1952年12月（昭和27年）　真野美容高等学校に校名変更し美容師養成施設として厚生労働大臣の指定を受ける。
- 1965年5月（昭和40年）　真野英子、理事長に就任。
- 1966年12月（昭和41年）　学校法人真野高等美容学校、学校法人として文部科学大臣の指定を受ける。
- 1986年3月（昭和61年）　東京都新宿区歌舞伎町2丁に新校舎完成。
- 1986年4月（昭和61年）　東京都知事より専修学校許可。これに従い学校法人マノ学園真野美容専門学校と改称。
- 1987年1月（昭和62）　真野英子、校長に就任。
- 2004年5月（平成21年）　校長真野英子　ICD世界大会でシュバリエ賞を受賞。
- 2005年4月（平成17年）　サスーン・スクールシップ校に指定。
- 2009年2月（平成21年）　校長真野英子　ICDより永年貢献表彰。
- 2010年4月（平成22年）　トータルビューティー科開設。
- 2016年4月（平成28年）　トータルビューティー科　留学生コース開設。

## 学部
- 昼間部
  - 美容科 2年制　（80名）
  - トータルビューティー科　（40名）
    - トータルビューティーコース 1年制
    - 留学生コース 1年制
- 通信課程
  - 美容科 3年制　（40名）

## 交通
- 西武新宿駅北口より徒歩1分
- JR新宿駅東口より徒歩10分
- JR新大久保駅より徒歩7分
- 東京メトロ東新宿駅A1出口より徒歩7分